# Rio do Engano
Pour les articles homonymes, voir rio Engano.
Le rio do Engano est une rivière brésilienne de l'État de Santa Catarina.
Il naît dans la Serra dos Faxinais, sur le territoire de la municipalité de Rancho Queimado, non loin de la source du rio Alto Braço. Après avoir traversé la municipalité d'Angelina, il se jette dans le rio Tijucas.